# Крутой детектив

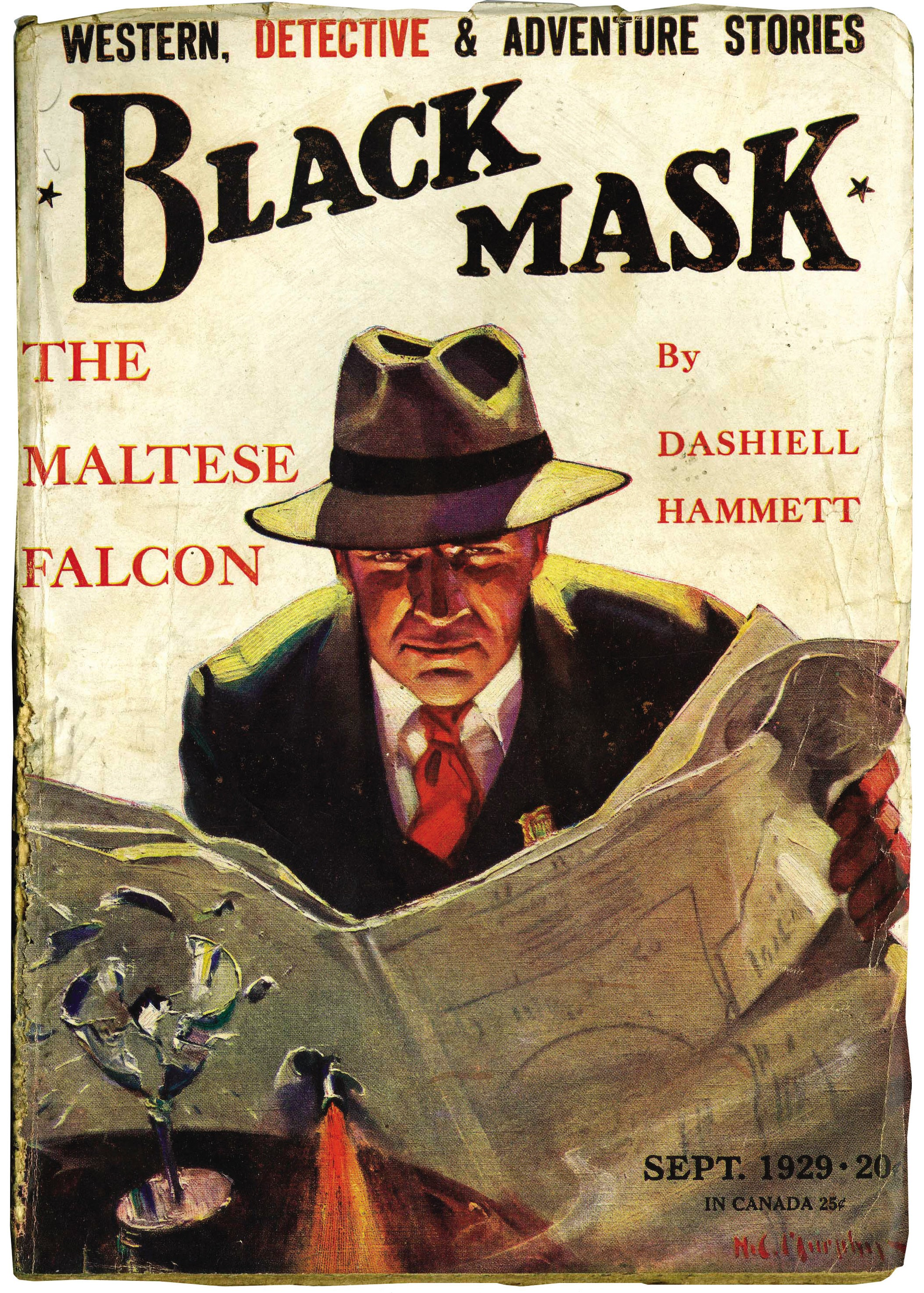
Обложка журнала Black Mask (сентябрь 1929 года), в котором вышла первая часть романа «Мальтийский сокол» Дэшила Хэммета. На обложке изображён Сэм Спейд (художник — Генри Мёрфи-младший)

Крутой детектив (англ. hardboiled, дословно — «круто сваренный») — литературный жанр, схожий во многом с детективом и криминальным романом. Характерным для данного жанра является главный герой — детектив, который становится свидетелем насилия, творившегося со стороны организованной преступности в годы сухого закона в США, и бездействия со стороны коррумпированных правоохранительных органов, вследствие чего он решается сам вершить правосудие, становясь своеобразным антигероем. Наиболее известными героями подобных детективов стали Филип Марлоу, Майк Хаммер, Сэм Спейд, Лью Арчер и сотрудник агентства «Континенталь».

## Пионеры жанра
Первопроходцем в данном жанре стал Кэрролл Джон Дейли в 1920-е годы, который в 1922 году опубликовал первое произведение в жанре крутого детектива — «Поддельные гребни от Бертона». К концу десятилетия крутые детективы обрели славу благодаря произведениям Дэшила Хэммета, а в конце 1930-х годов жанр снова оказался на пике популярности благодаря Джеймсу Кейну и Рэймонду Чандлеру. Расцвет этого жанра пришёлся на 1930-е — 1950-е годы в США.

## Особенности жанра

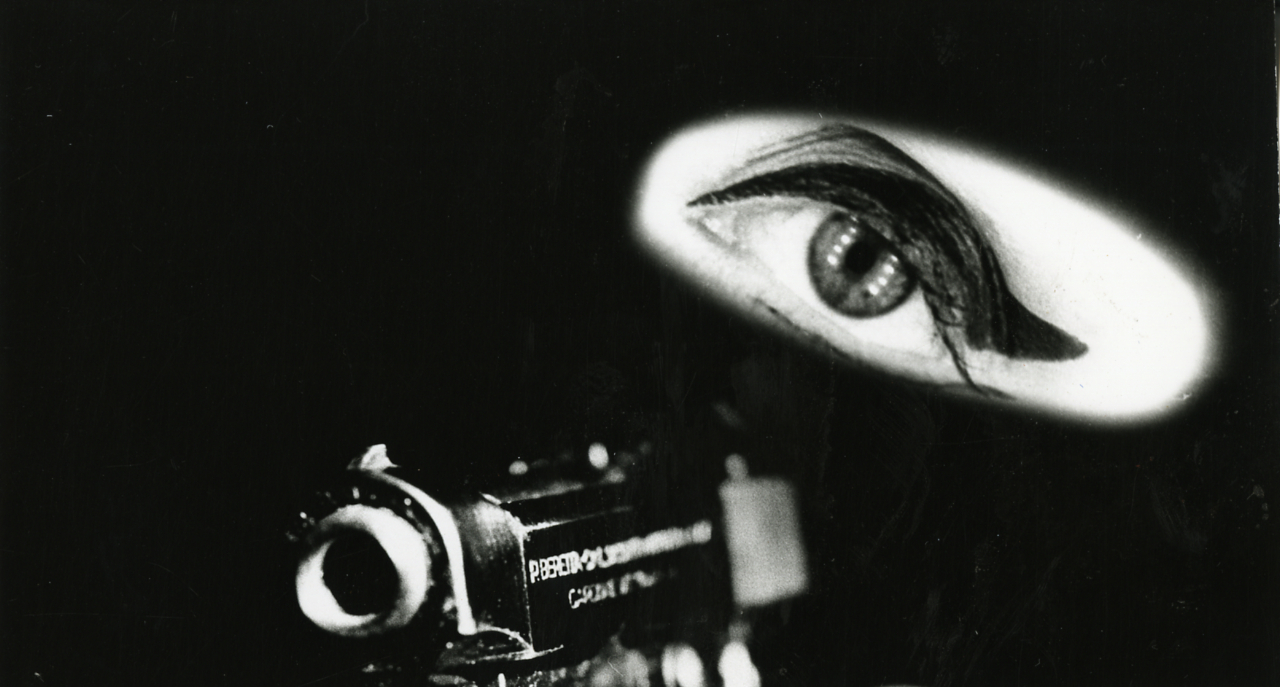
Фото Паоло Монти (1975)

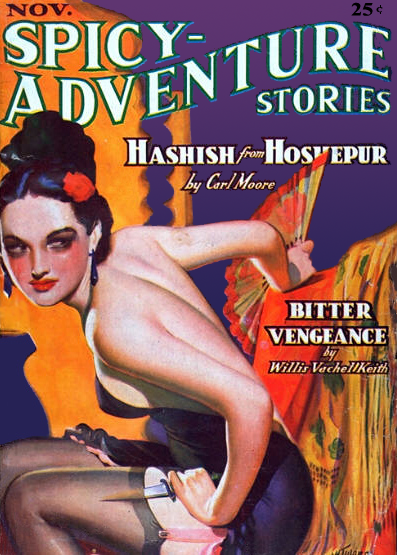
Изображение роковой женщины на обложке типичного крутого детектива

Крутые детективы с момента своего появления публиковались в pulp-журналах, хотя название этот жанр обрёл не сразу. Этимология «hardboiled» восходит к Первой мировой войне, когда этим словом называли твёрдые воротнички на мундирах офицеров Армии США, которые надо было накрахмаливать — кипяток, в котором крахмалились воротнички, заваривался до состояния крутого яйца. Однако этим же словом «hardboiled» стали называть наиболее свирепых офицеров, которые жестоко муштровали новобранцев и младших по званию — так появился переносный смысл «жестокий, бесчувственный, злобный, циничный», который стал характерным и для главного героя подобных детективов и для его отношения к насилию.
В крутом детективе, в отличие от классических детективов «whodunit» (с англ. — «Кто это сделал?»), значимость интеллекта и логика сюжета отходили на второй план, в то время как на первый план выходили физическая сила, рукопашный бой и умение стрелять. Тем не менее детективу для разрешения загадки преступления и поимки преступника всё ещё требовались не только грубая сила, но и знание преступного мира и города, жизненный опыт и хитрость. Действие в подобных романах развивается стремительно, непредсказуемо и напряжённо, а герою самому достаётся от полиции за то, что он вынужден идти на нарушение закона. Некоторые из произведений, однако, трудно отнести к подобным крутым детективам: так, литературовед Роберт Сэмпсон считал, что популярные в журнале Adventure рассказы Гордона Янга о «невероятно жестоком, бесчувственном и смертоносном» стрелке и любителе азартных игр, публиковавшиеся с 1917 года, не попадают под жанр крутого детектива, так как даже превосходят его.
В 1930-е годы крутой детектив снова пережил популярность: романы публиковались в широко известном в США журнале Black Mask, редактором которого был Джозеф Шоу, а также в журналах Dime Detective и Detective Fiction Weekly. 
В настоящее время словосочетанием «крутой детектив» часто называют любой преступный роман, в котором упор делается на «экшн», а не логику сюжета; существует и такая точка зрения, по которой крутой детектив детективом считаться не может. В США жанр крутого детектива эксплуатировался неоднократно: среди более-менее известных имён выделяются Чарльз Вильямс, Джеймс Эллрой, Пол Кейн, Сью Графтон, Честер Хаймс, Пол Левайн, Джон Данн Макдональд, Росс Макдоналд, Уолтер Мосли, Сара Парецки, Роберт Паркер, Бретт Холлидей и Микки Спиллейн. Книги издавались преимущественно издательствами Gold Medal Books и Black Lizard.
Считается[кем?], что и корни романов Яна Флеминга о Джеймсе Бонде также уходят именно в крутой детектив. При этом отмечают[кто?], что творчество Флеминга более близко к реальности, в отличие от большинства американских крутых детективов, поскольку Флеминг проходил службу в британской разведке и представлял себе то, о чём писал, а также как журналист Reuters много путешествовал и излагал подробности жизни и обычаев разных народов мира. Среди авторов шпионских романов и детективов подобные детали, соответствующие истине, встречаются очень редко.

## Связь с нуаром
Крутой детектив часто ассоциируется с нуар-романами. Британский критик Эдди Дагган в 1999 году опубликовал статью о творчестве Корнелла Вулрича, обсуждая сходства и различия между крутыми детективами и нуар-романами. В своём исследовании творчества Дэвида Гудиса Джей Херцман писал следующее:

Лучшее описание крутого детектива, которое мне известно, дал критик Эдди Дагган. В нуаре акцент смещается на внутренние факторы: психическая неуравновешенность, ведущая к самоуничижению, агрессии, социопатии или принуждению контролировать тех, с кем делишься переживанием. Напротив, в крутом детективе «изображается фон институционализированной социальной коррупции».
Оригинальный текст (англ.)The best definition of hard boiled I know is that of critic Eddie Duggan. In noir, the primary focus is interior: psychic imbalance leading to self-hatred, aggression, sociopathy, or a compulsion to control those with whom one shares experiences. By contrast, hard boiled 'paints a backdrop of institutionalized social corruption'.